# Messier 68
Messier 68 (M68 o NGC 4590) és una cúmul globular situat a la constel·lació de l'Hidra Femella. Va ser descobert el 9 d'abril de 1780 per Pierre Méchain. I va ser inclosa per Charles Messier en el seu catàleg el mateix any. William Herschel va ser el primer a resoldre-hi estrelles el 1786.
M68 està situat a uns 33.000 anys llum de la Terra, a la que s'aproxima a una velocitat de 112 km/sec. La seva edat estimada és d'11.200 milions d'anys. Té un diàmetre aparent de 12 minuts d'arc que correspon a un diàmetre real de 140 anys llum. S'han trobat 42 estrelles variables, la majoria de les quals són del tipus RR Lyrae, el tipus més corrent dins els cúmuls globulars.

## Observació
M68 és visible amb un petit telescopi. Molt a prop d'M68 s'hi troba l'estrella B230, visible a ull nu.